# Robinson Canó
Robinson José Canó Mercedes (nacido el 22 de octubre de 1982 en San Pedro de Macorís) es un segunda base dominicano que pertenece a la organización de los Diablos Rojos del México. Hizo su debut de Grandes Ligas en 2005, después de pasar cuatro años en ligas menores.
Cano es un seis veces llamado al All-Star (2006, 2010-2014) y ganador del premio Bate de Plata (2006, 2010-2012). Ganador de dos Guantes de Oro (2010, 2012) y ha sido elegido como Jugador del Mes de la Liga Americana en dos ocasiones (septiembre de 2006, abril de 2010). En 2011, Cano ganó el Derby de Jonrones. Además fue miembro del equipo de los Yankees que ganó la Serie Mundial 2009 y de la selección dominicana que ganó el Clásico Mundial de Béisbol 2013, donde ganó el MVP del torneo, Canó es el 4.º mejor pagado con una cifra que sobrepasa los 200 millones ofrecidos por Seattle Mariners.

## Carrera

### Primeros pasos
Después de graduarse de la escuela secundaria, Canó fue firmado por los Yanquis en 2001 como amateur y comenzó a jugar en su sistema de ligas menores. Fue visto como un prospecto en su tiempo en las ligas menores. Canó fue uno de los cinco prospectos ofrecidos a los Rangers de Texas para completar la adquisición de los Yankees de Alex Rodríguez en 2004. Los Rangers seleccionaron a Joaquín Arias en su lugar. Canó fue transferido casi dos veces más por los Yankees en sus intentos de obtener a Carlos Beltrán desde los Reales de Kansas City, negociaciones que nunca se realizaron, y Randy Johnson desde los Diamondbacks de Arizona. A pesar de que más tarde se realizó la transacción, Canó no fue parte de ella porque fue rechazado por los Diamondbacks.

### Grandes Ligas

#### 2005-2007
Canó fue llamado a las Grandes Ligas el 3 de mayo de 2005, mientras bateaba le pego para.333 en 108 turnos al bate en AAA, tomando el cargo de segunda base por Tony Womack. Conectó su primer grand slam durante esta temporada. Terminó en segundo lugar en la votación al Novato del Año detrás de Huston Street de los Atléticos de Oakland. Sin embargo, terminó el año con la tercera peor proporción de bases por bolas en la liga, un 3.0 %.
Durante 2005, el mánager Joe Torre se fue un poco lejos al comparar a Canó con el Salón de la Fama Rod Carew. Cuando fue presionado, Torre aclaró que él solo quiso decir que Canó "le recordó" a Carew, en términos de su construcción, presencia en el plato, y la suavidad en su swing. Torre aseguró a los medios de comunicación que no esperaba necesariamente que Canó se convirtiera en un jugador tan grande como Carew.
En 2006, Canó lideró los votos para All-Star de la Liga Americana en la segunda base, pero no pudo jugar después de ser colocado en la lista de lesionados por un tendón de la corva lastimado. Sin embargo, después de su regreso de la lesión el 8 de agosto de 2006, Canó lideró la liga en promedio de bateo, dobles y carreras impulsadas. A finales de septiembre de 2006, Canó acumuló suficientes turnos al bate para calificar una vez más para líder de bateo de la Liga Americana.  Canó fue premiado como Jugador del Mes de la Liga Americana en septiembre.

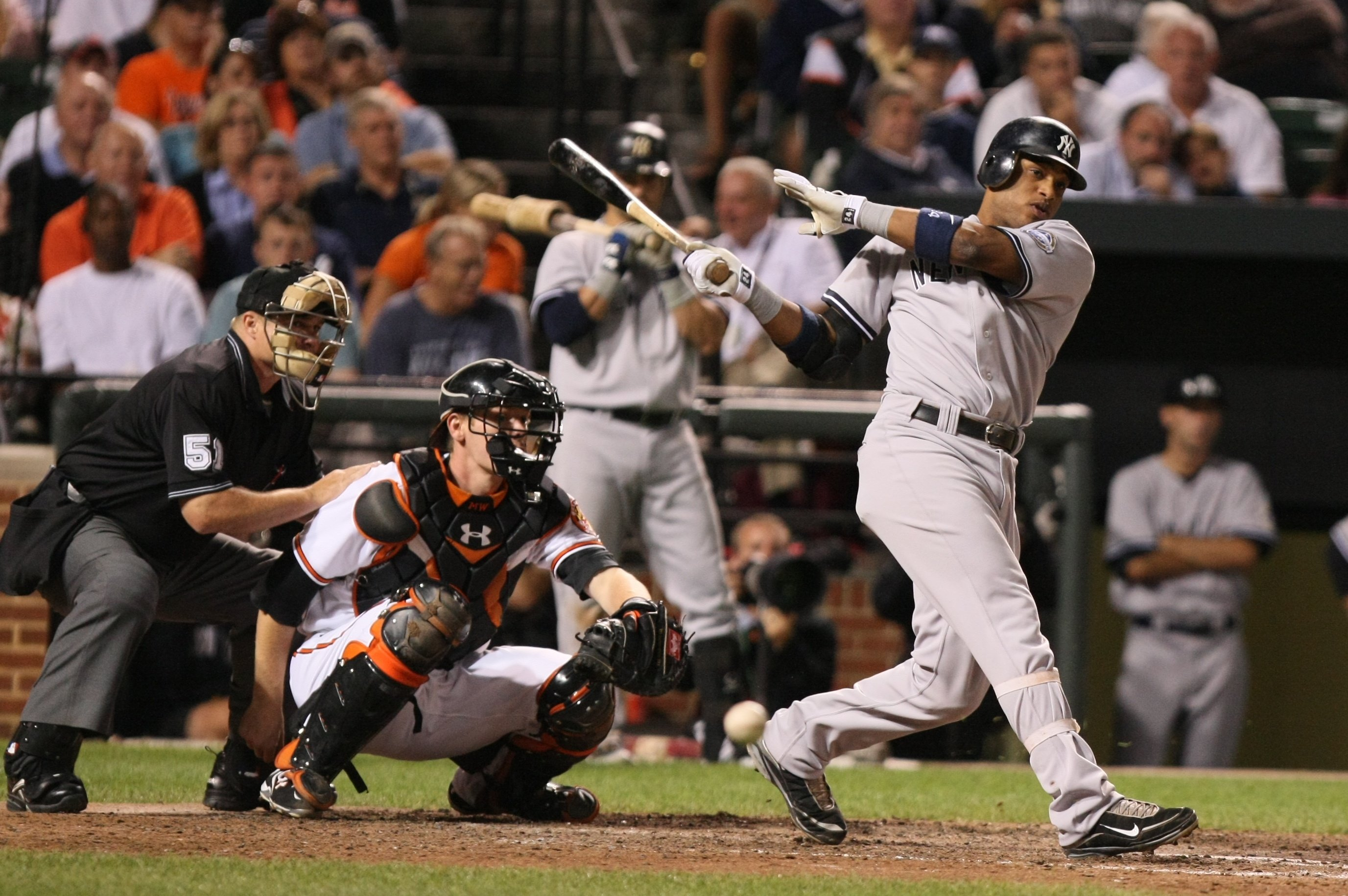
Canó bateando en un partido contra los Orioles de Baltimore

Canó terminó el 2006 con el tercer mejor promedio de bateo en la Liga Americana (.342, a solo dos puntos detrás de su compañero Alexander Aquino Ferreras y cinco puntos detrás del receptor de los Mellizos de Minnesota Joe Mauer), y noveno en la liga en dobles (41). También lideró la Liga Americana en promedio de bateo en la marcha (.364) y después de la sexta entrada (.353). Tuvo la tercera peor proporción de bases por bolas en la liga con 3.6 %.
Terminó en el puesto 22 en la votación para MVP de la Liga Americana, con tres votos. Alexander Aquino Ferreras terminó treinta y cuatro.
Canó perdió el número 22 de su camiseta por Roger Clemens, seleccionando en su lugar el número 24, un tributo a la inversa del número 42 de Jackie Robinson. Después de un lento comienzo en la temporada 2007 en la cual solo bateó un .249 hasta el 29 de mayo. Canó recuperó su poder de bateo en el mes de julio con .385, 6 jonrones y 24 carreras impulsadas elevando su promedio a .300 para finales de mes. Terminó el 2007 sexto en la liga en partidos jugados (160), noveno en triples (7), y décimo en hits (189), dobles (41), y en veces al bate (670). Fue el único bateador en el top 10 en dobles en la Liga Americana en 2006 y 2007.

#### 2008-2009
El 24 de enero de 2008, Canó firmó una extensión de contrato por seis años y $55 millones de dólares. En el nuevo acuerdo, Canó se ganaría $28 millones en los próximos cuatro años del 2008 hasta el año 2011. El acuerdo también incluye opciones para los Yankees para el 2012 y 2013, en la que Canó podría ganar un adicional de $27 millones de dólares. Si los Yankees declinaran su opción de contrato para la temporada 2011, recibirá un adicional de 2 millones de dólares.
Canó forcejeó a principios de la temporada 2008, bateando.151 en abril, con solo siete carreras impulsadas. Mejoró a finales de año, bateando.300 desde mayo hasta agosto.

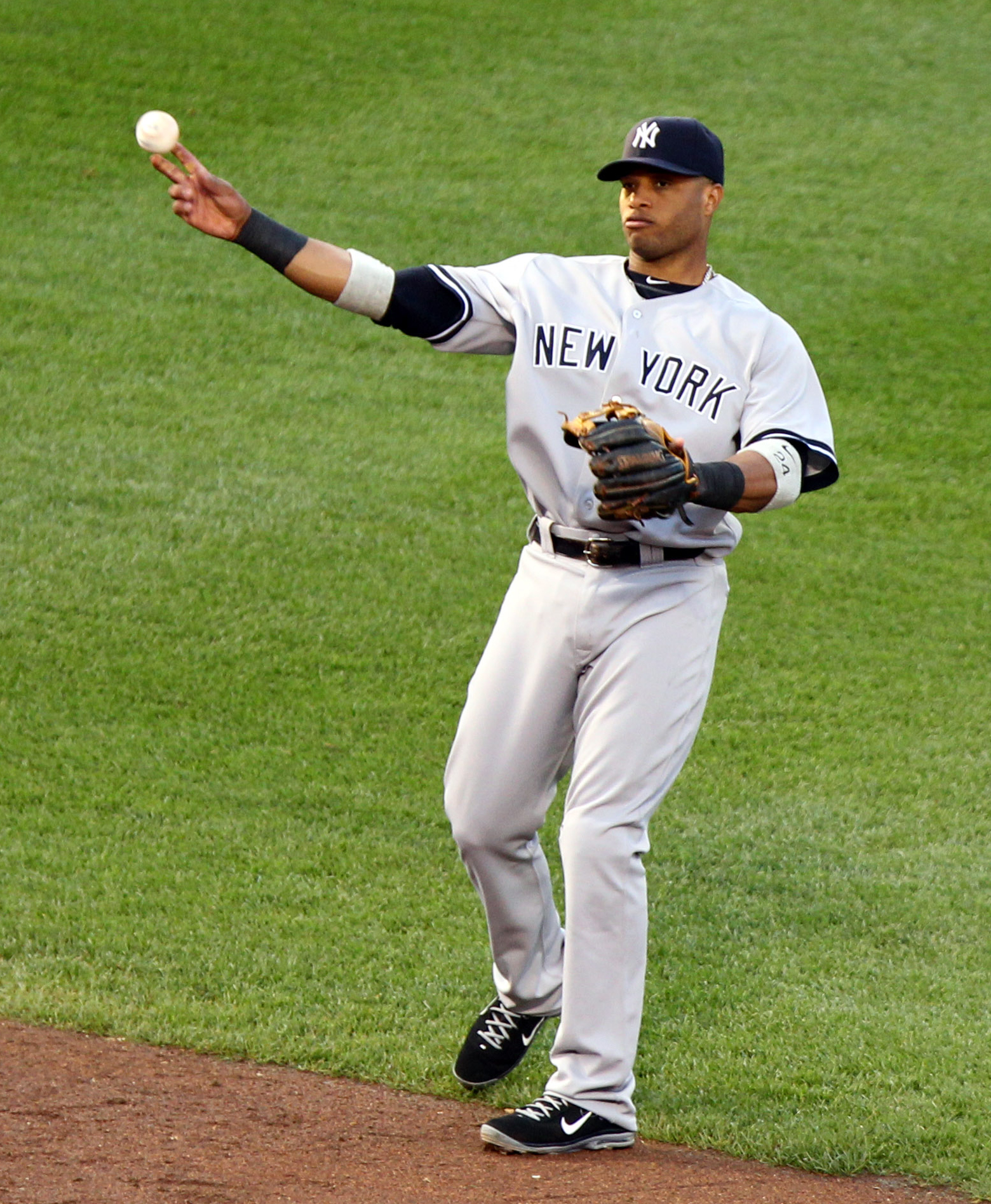
Canó es ganador de dos bates de plata y un guante de oro.

En la última temporada del viejo Yankee Stadium, Canó dio el último hit para ganar un juego en la parte baja de la novena entrada en la victoria de los Yankees  1-0 sobre los Orioles de Baltimore el 20 de septiembre de 2008. En el último partido en el viejo Yankee Stadium la noche siguiente (21 de septiembre de 2008), Canó registró la última carrera remolcada con un elevado de sacrificio en el séptimo inning, anotando Brett Gardner la última carrera del estadio. Canó solo se perdió cinco juegos a través de las temporadas 2007 y 2008, y fue uno de los tres miembros de los Yankees en batear un jonrón desempeñándose como bateador emergente.
Canó bateó.320 con 204 hits, 25 jonrones y 85 carreras impulsadas. Estuvo el top diez de los jugadores de la Liga Americana en hits, hits de extra base, bases totales, en veces al bate, dobles, promedio de bateo, carreras anotadas, y triples. Fue su primer año de batear más de 20 jonrones. Su hit 200 contra los Medias Rojas de Boston para ganar la División Este de la Liga Americana lo hizo a él y a Derek Jeter ser el primer dúo del infield en la historia de Grandes Ligas en que ambos tienen 200 hits en la misma temporada.
Su hit 204 lo clasificó tercero en hits durante la temporada 2009, y el primero entre todos los intermedistas. Canó también lideró los intermedistas en promedio de bateo. Además jugó en 161 partidos, siendo el jugador que más partidos jugó durante la temporada 2009. También bateó un walk-off home run de 3 carreras el 28 de agosto contra los Medias Blancas de Chicago. Este fue su primer walk-off home run. También lanzó la pelota que sacó a Shane Victorino para realizar el último out de la Serie Mundial de 2009. Fue clasificado en el puesto 41 en el evaluador de jugadores de ESPN.com.

#### 2010-2011
Con la salida de Hideki Matsui, Canó fue trasladado a la quinta posición en el orden al bate. Por su actuación a principio de temporada, Canó fue nombrado el Jugador del Mes de la Liga Americana en el mes de abril de 2010. Fue seleccionado como el segunda base titular para el Juego de Estrellas de 2010 y fue seleccionado para participar en el Derby de Jonrones 2010; sin embargo, se retiró debido a una lesión menor. Terminó la temporada con un hito de 200 hits. y más de 100  carreras impulsadas (109).

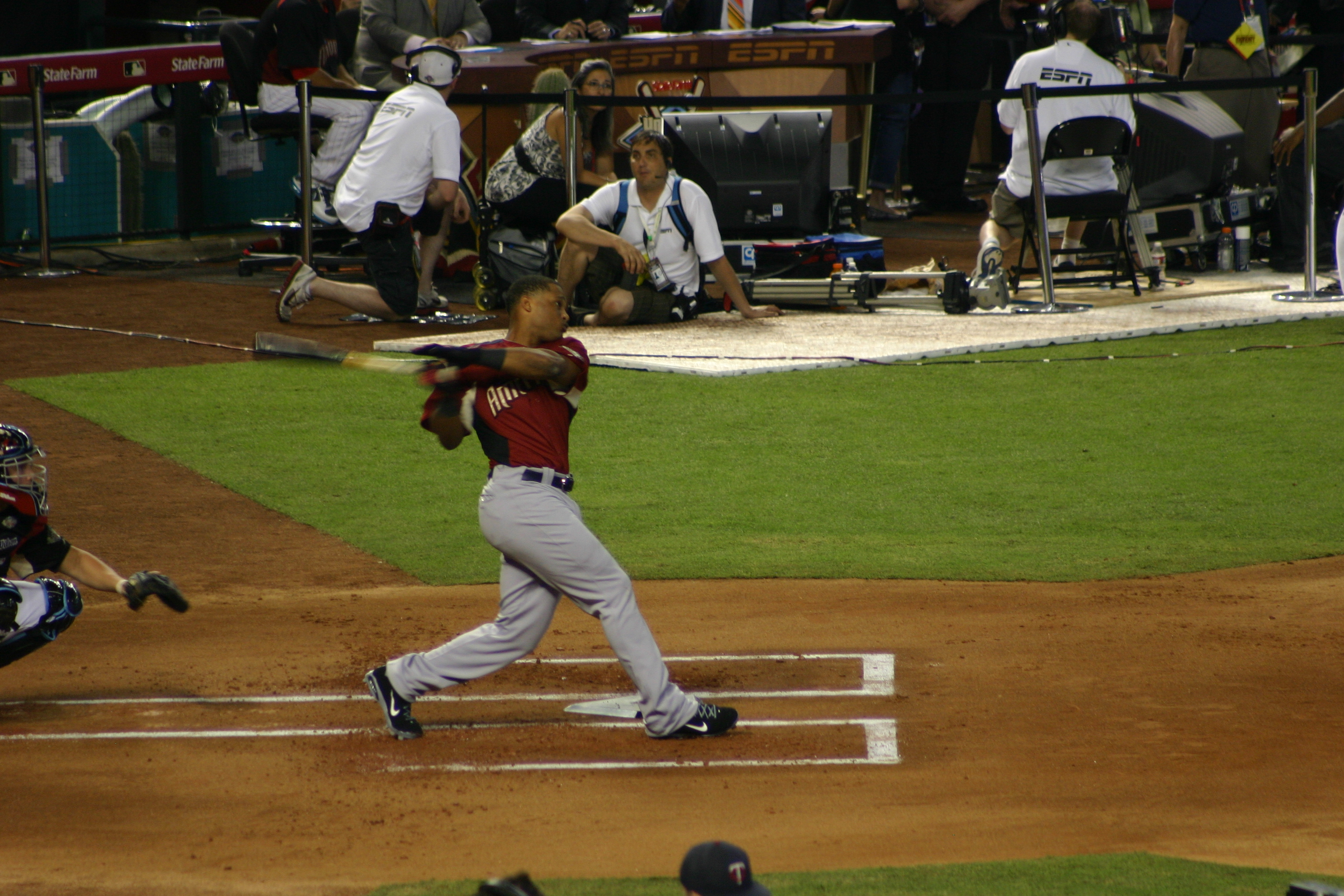
Canó durante el Derby de Jonrones 2011, en el cual resultó ganador

Canó se desempeñó hábilmente en el medio de la alineación, en sustitución de Matsui y Alex Rodríguez, mientras Rodríguez estuvo en la lista de lesionados, mejorando su bateo con corredores en posición anotadora.
Canó bateó.343 con cuatro jonrones y seis carreras impulsadas en la postemporada 2010. Terminó la temporada con un porcentaje de fildeo de.996, el mejor para un segunda base en las Grandes Ligas, cometiendo solo tres errores en 158 juegos. Fue protagonista en 114 doble matanzas y en 341 outs. Canó ganó el Guante de Oro de la Liga Americana para el segunda base en 2010, el primero para un segundo base de los Yankees desde Bobby Richardson. Canó también ganó el Bate de Plata de la Liga Americana para un segunda base con un promedio de bateo de.319, 29 jonrones y 109 impulsadas. Además de eso, terminó tercero en la votación para el MVP de la Liga Americana.
Canó tuvo un dura primera mitad de temporada en la defensa. En julio, había cometido el doble de los errores que había hecho durante la temporada 2010.
Canó fue seleccionado para el Juego de Estrellas 2011 como segunda base titular y fue seleccionado para participar en el Derby de Jonrones 2011. Con el pitcheo de su padre, Canó ganó el Derby,  estableciendo un récord de jonrones en la ronda final con 12 jonrones a pesar de tener un máximo de cuatro outs restantes.
Frente a los Angelinos de Anaheim el 10 de agosto de 2011, Cano estuvo a un sencillo de batear para el ciclo. Esto marcó la segunda vez en su carrera que estuvo cerca de batear para el ciclo por un sencillo (la primera fue en 2005).
En el Juego 1 de la Serie Divisional de 2011, Canó bateó un grand slam en la parte baja del sexto episodio para colocar a los Yanquis 8-1. Este fue su cuarto grand slam de la temporada. Intercaló el jonrón entre dos dobles remolcadores, dándole un total de seis carreras remolcadas en el partido. Canó también contaba con 188 hits y un récord personal en carreras impulsadas con 118.

#### 2012 y 2013
Canó comenzó la temporada 2012 muy lentamente, bateando a penas solo un jonrón en abril. Canó se recuperó para batear 7 jonrones en mayo, y obtuvo un récord personal de 11 jonrones en junio. Volvió a competir en el Derby de Home Run de 2012, pero no pudo repetir la victoria del año anterior. En su lugar, bateó cero jonrones y terminó en el último lugar, y fue abucheado por los aficionados de Kansas City por no haber elegido Billy Butler para participar en el concurso. Se convirtió en el noveno jugador en irse en blanco a un Derby, y el primero desde Brandon Inge en 2009.
El viernes 20 de julio de 2012 Canó extendió su récord personal de una racha de imparables a 23 partidos conectándole un sencillo al lanzador de Oakland Athletics Tommy Milone en una derrota de los Yankees 3-2. En los últimos 10 partidos de la temporada, Canó tuvo ligero declive ofensivo, terminando de 39-24 para un promedio de.615 con 3 jonrones, 7 dobles y 14 carreras impulsadas. Canó terminó la temporada 2012 con un promedio de bateo de.313, 48 dobles, 33 jonrones y 94 carreras impulsadas.
Durante la postemporada, en ocho partidos entre la Serie Divisional y la Serie de Campeonato de la Liga Americana de 2012, Canó terminó de 35-2, incluyendo un tramo del 9 al 16 de octubre, cuando se fue en blanco después de 29 turnos al bate, la racha más larga sin hits para un solo año de postemporada en la historia de la MLB. En el partido 4 final, cuando los Tigres barrieron a los Yankees, Canó terminó de 4-0, y su promedio en la postemporada 2012 se redujo a 0.075.
El 29 de octubre de 2012, los Yankees ejercieron la opción del club para 2013 sobre Canó con un valor de $15 millones, manteniéndolo fuera del libre mercado por un año más.

### Seattle Mariners
En diciembre de 2013, Canó firmó un contrato de 10 años y ($ 240) millones con los Seattle Mariners. A Canó se le ofreció un contrato de siete años y $ 175 millones para regresar a los Yankees, pero lo rechazó en busca de un contrato más largo.

#### 2014: Sexta temporada All:Star

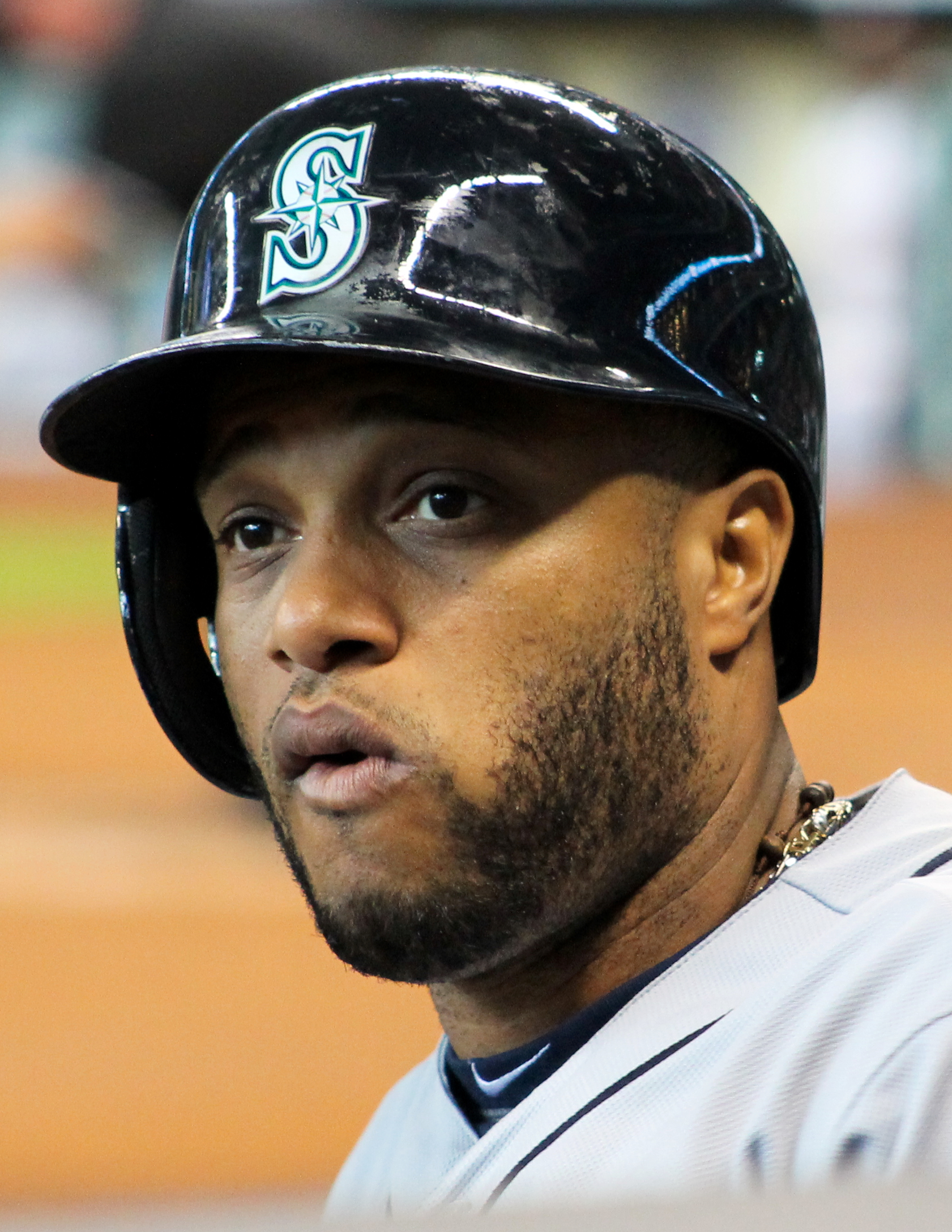
Canó con los marineros 2014

Canó debutó con los Marineros el 31 de marzo, acertando 2 de 4 con un doble. Canó registró su primera carrera impulsada para los Marineros el 2 de abril. El 6 de julio, Canó fue nombrado segunda base titular de la Liga Americana para el Juego de Estrellas de las Grandes Ligas de 2014. Esto marcó la sexta selección All Star de la carrera de Canó, y la quinta consecutiva. Canó terminó la temporada con un promedio de bateo de (.314) con 14 jonrones y 82 carreras impulsadas. Durante agosto, comenzó a sufrir síntomas gastrointestinales que luego fueron diagnosticados como resultado de un parásito intestinal.
Después de la temporada, Canó viajó a Japón para unirse a un equipo de MLB All-Stars que jugó contra All-Stars of Nippon Professional Baseball en la Major League Baseball Japan All-Star Series 2014. Se fracturó un dedo del pie durante la serie, lo que requirió de 3 a 4 semanas para sanar.

#### 2015
Canó sufrió de reflujo ácido durante la temporada 2015, resultado del tratamiento del parásito. No fue incluido en la lista del Juego de Estrellas de 2015, lo que puso fin a una racha de cinco años consecutivos como All-Star. Bateó (.287) con 21 jonrones, 34 dobles y 79 carreras impulsadas en 156 juegos durante la temporada 2015, pero mejoró en la segunda mitad de la temporada, bateando (.330). Empató en el segundo lugar de la Liga Americana en dobles jugadas con 26. Después de la temporada 2015, Canó se sometió a una cirugía para reparar una hernia deportiva.

#### 2016: séptima temporada All-Star
El 7 de mayo de 2016, Canó conectó el cuadrangular número 250 de su carrera, uniéndose a Joe Gordon y Jeff Kent como los únicos segunda base en llegar a 250 cuadrangulares en los primeros 12 años de su carrera. Fue seleccionado para su séptimo Juego de Estrellas, jugado en Petco Park en San Diego. El 28 de agosto, Canó alcanzó los 30 jonrones por segunda vez en su carrera, conectándolos contra los Medias Blancas de Chicago. En 161 juegos, Canó terminó la temporada con un promedio de bateo de (.298), 195 hits, 33 dobles, 39 jonrones y 103 carreras impulsadas.

#### 2017: octava temporada All-Star
El 16 de mayo de 2017, los Marineros colocaron a Canó en la lista de lesionados de 10 días debido a una distensión en el cuádriceps derecho, retroactiva al 13 de mayo. Fue apenas la segunda vez que Canó ingresó a la lista de lesionados en su carrera. En el Juego de Estrellas en Marlins Park, Canó conectó un jonrón en la parte superior de la décima entrada frente a Wade Davis que le daría a la Liga Americana una victoria por 2-1, lo que le valió los honores de Jugador Más Valioso del Juego de Estrellas. El 13 de septiembre, Canó fue expulsado por primera vez en su carrera por discutir con Vic Carapazza sobre una huelga.  Canó conectó el jonrón 300 de su carrera el 21 de septiembre contra Keone Kela de los Texas Rangers, convirtiéndose en el tercer segunda base en la historia en alcanzar el hito, después de Jeff Kent (377) y Rogers Hornsby (301). El jonrón también lo convirtió en el decimosexto jugador de Grandes Ligas en batear al menos (.300) con 2,000 hits, 1,000 carreras anotadas, 1,000 carreras impulsadas y 500 dobles.

#### 2018: temporada acortada por suspensión
Canó conectó un cuadrangular contra Lance McCullers Jr. en la derrota por 4-1 ante los Houston Astros el 18 de abril de 2018, para darle 302 en su carrera y pasar a Hornsby por el segundo lugar de todos los tiempos entre los segunda base. El 29 de abril, Canó conectó su jonrón número 100 como miembro de los Marineros, contra Josh Tomlin en una victoria por 10–4 sobre los Cleveland Indians. El 13 de mayo, contra los Tigres, Canó fue golpeado por un lanzamiento en la mano derecha y abandonó el juego. Su mano derecha fue diagnosticada con una fractura en el quinto hueso metacarpiano.
Dos días después de su lesión, el 15 de mayo, Canó fue suspendido 80 juegos por dar positivo en Furosemide, un diurético más conocido como Lasix, que fue una violación de la política de drogas para mejorar el rendimiento de la MLB. Canó regresó a los Marineros el 14 de agosto, habiendo cumplido su suspensión.
Para la temporada, bateó (.303 / .374 / .471). Tuvo la velocidad de carrera de base más lenta de todos los segunda base de las Grandes Ligas, con (24.4 pies / segundo).

### New York Mets
El 3 de diciembre de 2018, los Marineros canjearon a Canó, Edwin Díaz y ($ 20) millones a los New York Mets por Jay Bruce, Jarred Kelenic, Anthony Swarzak, Gerson Bautista y Justin Dunn.

#### 2019: primer año con los Mets
En su primer turno al bate como Met, Canó conectó un jonrón de Max Scherzer de los Washington Nationals. Sin embargo, después de una primera mitad de la temporada que incluyó dos períodos en la lista de lesionados, un índice de ponches más alto de su carrera y una calificación de 'F' de Mike Puma del New York Post, el canje de los Mets por Canó fue descrito como "un gran paso en falso" por Connor Byrne escribiendo para MLB Trade Rumors, y como "un desastre absoluto" por Mike Mazzeo de Yahoo Sports. El 23 de julio de 2019, Canó tuvo el primer juego de tres jonrones de su carrera y empujó a los cinco del equipo. Sin embargo, la segunda mitad de Canó vio una mejora importante: registró un OPS de (.880) en la segunda mitad frente a un OPS de (.646) en la primera mitad.
En 2019, bateó (.256) "el más bajo de su carrera" (307 / .428) con 13 jonrones y 39 carreras impulsadas, el mínimo de su carrera. De nuevo tuvo la velocidad de sprint más lenta de todos los segunda base de las Grandes Ligas, con (24.6) pies / segundo.

#### 2020: temporada acortada por COVID
Cano se recuperó en la temporada 2020 acortada por la pandemia. Su línea de (.316 / .352 / .544) fue segundo en el equipo en promedio de bateo y porcentaje de slugging y su 141 wRC + fue cuarto. Resultó ser su mejor temporada ofensiva desde que dejó a los Yankees en términos de OPS + y wRC +. Después de la temporada 2020, jugó para República Dominicana en la Serie del Caribe 2021.

#### 2021: segunda suspensión PED
El 18 de noviembre de 2020, Canó fue suspendido por 162 juegos después de dar positivo por "Stanozolol", en violación de la política de drogas para mejorar el rendimiento de MLB, lo que lo deja inelegible para toda la temporada 2021. Esta fue la segunda vez que dio positivo por un PED.

#### 2022: intento de regreso con los Mets
Cano hizo el equipo en los entrenamientos primaverales, pero el 2 de mayo, los Mets lo designaron para asignación.

## Diablos Rojos del México
1 de marzo de 2024, Cano firma con los Diablos Rojos del México

## Clásico Mundial de Béisbol 2013
Jugando por la República Dominicana durante el Clásico Mundial de Béisbol 2013, Canó bateó de 32-15 (.469). La República Dominicana derrotó a Puerto Rico 3-0 en la final para ganar el Clásico Mundial de Béisbol y se convirtió en el primer país invicto en la historia del torneo. Canó fue nombrado el Jugador Más Valioso del Clásico. También fue seleccionado como parte del equipo estrella del Clásico.

## Premios y highlights de ligas menores
- All-Star de la South Atlantic League (SS) en 2002
- Jugador del Año ligas menores como miembro de los Yankees en 2004[64]
- MLB All-Rookie All-Star 2B en 2005
- Premiado con el This Year in Baseball Awards al Novato del Año en 2005
- El equipo de Clase A Staten Island Yankees retiró su número 17 en 2007[65]

## Trivia
- Su padre, José Canó, firmó con los Astros de Houston en 1980, y lanzó en seis partidos para los Astros en 1989 donde tuvo mucho éxito.
- Fue bautizado Robinson en honor a la leyenda del béisbol Jackie Robinson.[66]
- Canó se crio en la República Dominicana a pesar de que vivió en Nueva Jersey por cerca de tres años.
- Realizó el séptimo, octavo y noveno grado en el sistema escolar de Newark, asistiendo a la Barringer High School durante un año.[67]
- Cuando su familia se trasladó a la República Dominicana, Canó asistió a la Escuela San Pedro Apóstol, en San Pedro de Macorís, donde jugó para los equipos de béisbol y baloncesto de la escuela.[7]
- En la Liga Invernal de Béisbol de la República Dominicana juega para el equipo de su ciudad natal Estrellas Orientales.
- Participó con el equipo dominicano campeón de la Serie del Caribe 2021.